# Pedro Troglio
Pedro Troglio (Luján, 28 juli 1965) is een voormalig Argentijns voetballer.

## Carrière
Pedro Troglio speelde tussen 1985 en 2003 voor River Plate, Hellas Verona, Lazio, Ascoli, Avispa Fukuoka, Gimnasia La Plata en Unión de Santa Fe.

## Argentijns voetbalelftal
Pedro Troglio debuteerde in 1987 in het Argentijns nationaal elftal en speelde 21 interlands, waarin hij 2 keer scoorde.
1 Pumpido ·
2 Batista ·
3 Balbo ·
4 Basualdo ·
5 Bauza ·
6 Calderón ·
7 Burruchaga ·
8 Caniggia ·
9 Dezotti ·
10 Maradona  ·
11 Fabbri ·
12 Goycochea ·
13 Lorenzo ·
14 Giusti ·
15 Monzón ·
16 Olarticoechea ·
17 Sensini ·
18 Serrizuela ·
19 Ruggeri ·
20 Simón ·
21 Troglio ·
22 Cancelarich ·
Coach: Bilardo